# Francisco Javier de Oms y de Santa Pau
Francisco Javier de Oms y de Santa Pau (Murcia, 7 de enero de 1767-Madrid, 1 de febrero de 1842), V marqués de Castelldosríus, grande de España, XXI barón de Santa Pau, fue un militar y político español.

## Familia
Nació en Murcia en el seno de una familia ilustre oriunda de Cataluña: su bisabuelo Manuel de Sentmenat-Oms de Santa Pau y de Lanuza, I marqués de Castelldosrius grande de España, XVII barón de Santa Pau, había sido, entre otros, virrey de Mallorca y virrey del Perú, su tío abuelo Félix de Sentmenat-Oms de Santa Pau y de Oms, II marqués de Castelldosríus grande de España, XVIII barón de Santa Pau, mariscal de campo de los reales ejércitos, su padre Manuel de Sentmenat-Oms de Santa Pau y de Cartellá, IV marqués de Castelldosríus grande de España, XX barón de Santa Pau, capitán general de Baleares, y el hermano de este, Antonio de Sentmenat y Cartellá, cardenal y patriarca de las Indias. Su madre María de los Dolores de Vera y Saurín era dama de la Orden de las Damas Nobles de la Reina María Luisa e hija de los X marqueses de Espinardo.

## Primeros años
En 1777 ingresó como cadete en el regimiento de caballería de la reina, ascendiendo a alférez en 1779, en cuyo empleo fue ayudante de campo del general Crillon en el sitio de Gibraltar de 1779, en el marco de la guerra de independencia de los Estados Unidos; en 1781 alcanzó el grado de capitán y dos años después el de teniente coronel.
En 1793 formó parte del ejército que bajo las órdenes del general Ricardos penetró en Francia en la guerra del Rosellón, distinguiéndose especialmente en las batallas de Masdeu y Truillás.
En 1794, acabada la guerra, fue agregado al Estado Mayor en Barcelona, y en 1800 al regimiento de caballería en el Algarve, donde como ayudante de campo de Manuel Godoy intervino en la guerra de las Naranjas contra Portugal.  En 1802 fue ascendido a brigadier.

## Guerra de independencia
En 1807 sirvió en el ejército hispano-francés que en virtud del tratado de Fontainebleau ocupó Portugal dirigido por el general Jean-Andoche Junot, guarneciendo las ciudades de Oporto y Santarem, pero rotas las hostilidades entre España y Francia en la guerra de independencia, fue hecho prisionero junto con todo su regimiento.
Liberado tres meses después, fue destinado a Cataluña.  En 1809 el capitán general Teodoro Reding le nombró general de caballería.  Cayó prisionero en la batalla de Valls y fue conducido a Francia hasta el final de la guerra; tras su regreso a España en 1814 fue ascendido a mariscal de campo con cuartel en Madrid.
Al año siguiente fue destinado a los Pirineos Orientales bajo el mando del general Castaños.

## Capitán general de Andalucía

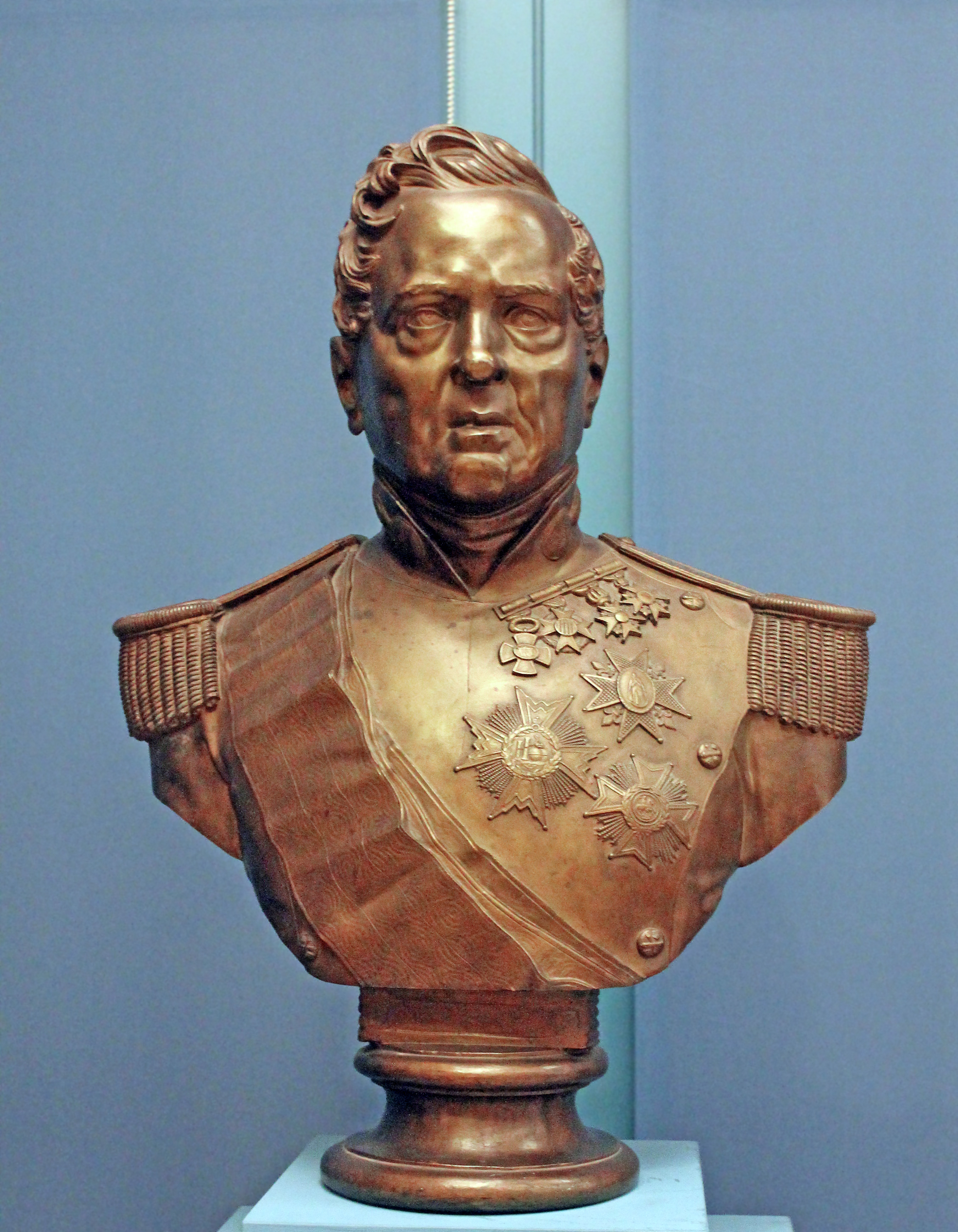
Busto en bronce del V marqués de Castelldosríus por Francisco Pérez (RABASF).

Entre 1816-19 fue gobernador militar de Cádiz, con mando sobre el ejército de Andalucía, y presidente de la Real Audiencia de Sevilla.  Su gestión al frente del gobierno gaditano, apreciada por los habitantes, sólo se vio empañada por las disputas mantenidas con el ayuntamiento local al respecto de quién tenía la preeminencia en la organización de las representaciones teatrales.  Sus desavenencias con el cabildo motivaron su relevo.

Fue llamado a Madrid y ascendido a teniente general, se le confirió el mando del segundo regimiento de la Guardia Real y fue nombrado miembro del consejo supremo de guerra.

## Invasión francesa de España
En agosto de 1822, contra su voluntad, fue nombrado comandante general del 7.º distrito militar, cargo equivalente durante el trienio liberal a la capitanía general de Cataluña. En noviembre del mismo año lo sería del 1.º distrito militar en Extremadura, con gobierno sobre Madrid. En 1823, con la invasión francesa, fue segundo general en jefe del ejército en Madrid, por debajo de Enrique José O'Donnell; destituido éste por sospechas de lealtad, Oms ocupó su lugar, pero en inferioridad numérica frente a los franceses, hubo de retirarse.
En 1824 fue hecho preso por el nuevo régimen absolutista.  Excluido de la amnistía general de mayo de 1824, tras un proceso de seis años, fue condenado a ocho años de prisión, trasladado al castillo de San Antón de la Coruña. En 1833 se acogió a la amnistía y regresó de cuartel a Badajoz.
En 1837 fue elegido senador por Barcelona.
En 1839 desempeñó interinamente la capitanía general de Galicia durante las ausencias que el titular Manuel Latre hubo de hacer con motivo de la primera guerra carlista. Ese mismo año entró a desempeñar la dirección general de artillería hasta 1840, año en que fue reelegido senador.
Retirado de la vida pública desde el verano de 1841 por motivos de salud, murió en Madrid a los 75 años.
| Predecesor: Adrián Jacome                    | Capitán general de Andalucía 1816 - 1819               | Sucesor: Enrique José O'Donnell   |
| Predecesor: Francisco Javier Ferraz y Cornel | Capitán general de Cataluña agosto - noviembre de 1822 | Sucesor: Fernando Gómez de Butrón |